# Доргош (Арад)
Доргош (рум. Dorgoş) насеље је у Румунији у жупанији Арад, општина Усусау. Oпштина се налази на надморској висини од 152 m.

## Прошлост
Аустријски царски ревизор Ерлер је 1774. године констатовао да место припада Липовском округу и дистрикту. Становништво је било претежно влашко.
Када је 1797. године пописан православни клир ту је само један свештеник. Парох поп Живан Поповић (рукоп. 1789) служио се само румунским језиком.

## Становништво
Према подацима из 2002. године у насељу је живело 1388 становника.

### Попис2002.
| Расподела становништва по националности 2002.‍ | Расподела становништва по националности 2002.‍ | Расподела становништва по националности 2002.‍ | Расподела становништва по националности 2002.‍ | Расподела становништва по националности 2002.‍ |
| --------------------------------------------- | --------------------------------------------- | --------------------------------------------- | --------------------------------------------- | --------------------------------------------- |
|                                               |                                               |                                               |                                               |                                               |
| Румуни                                        | Румуни                                        |                                               | 1.352                                         | 97,6%                                         |
| Мађари                                        | Мађари                                        |                                               | 6                                             | 0,4%                                          |
| Роми                                          | Роми                                          |                                               | 14                                            | 1,0%                                          |
| Украјинци                                     | Украјинци                                     |                                               | 13                                            | 0,9%                                          |

### Хронологија
| Година       | 1992 | 1993 | 1994 | 1995 | 1996 | 1997 | 1998 | 1999 | 2000 | 2001 | 2002 | 2003 | 2004 | 2005 | 2006 | 2007 | 2008 | 2009 | 2010 | 2011 | 2012 | 2013 | 2014 | 2015 | 2016 | 2017 |
| ------------ | ---- | ---- | ---- | ---- | ---- | ---- | ---- | ---- | ---- | ---- | ---- | ---- | ---- | ---- | ---- | ---- | ---- | ---- | ---- | ---- | ---- | ---- | ---- | ---- | ---- | ---- |
| Становништво | 1330 | 1286 | 1274 | 1292 | 1285 | 1309 | 1334 | 1332 | 1348 | 1329 | 1308 | 1311 | 1336 | 1329 | 1331 | 1344 | 1380 | 1377 | 1384 | 1384 | 1387 | 1400 | 1411 | 1430 | 1418 | 1421 |